# Юлія Малінова
Юлія Яковлєвна Шнайдер, у шлюбі Малінова (1869—1953) — болгарська суфражистка, феміністка та редакторка. Співзасновниця Спілки болгарських жінок, яку двічі очолювала: у 1908—1910 та з 1912 по 1926 рік.

## Біографія
Народилася в 1869 році в родині російських євреїв. Здобула освіту у Франції та Швейцарії, потім переїхала до Болгарії після навернення та одруження з адвокатом Олександром Малиновим, пізніше прем'єр-міністром Болгарії.

## Діяльність
З 1899 року Малінова редагувала газету «Жіночий голос» разом із соціалісткою та письменницею Анною Карімою. У 1901 році вони заснували Болгарську жіночу спілку, яку очолювала Каріма. Це була головна асоціація 27 місцевих жіночих організацій, які були створені в Болгарії з 1878 року. Спілка була створена з метою сприяння інтелектуальному розвитку та участі жінок, організовувала національні конгреси та використовувала газету як свій орган.
У 1908 році Малінова очолила організацію і зробила Спілку болгарських жінок частиною Міжнародної ради жінок. Під час свого перебування на посаді вона забезпечувала політику спілки як товариства для жінок всіх класів і політичних переконань, а також організовувала дружин солдатів під час війни.
У 1925 році через її іноземне походження на Малінову тиснули болгарські націоналістки. У 1926 році вона пішла з посади голови. 
Юлія Малінова померла в 1953 році